# روبن ويليامسون
روبن ويليامسون (بالإنجليزية: Robin Williamson)‏ هو مغني وكاتب أغاني بريطاني، ولد في 24 نوفمبر عام 1943، في إدنبرة في المملكة المتحدة.

## وصلات خارجية
- الموقع الرسمي
- روبن ويليامسون على موقع IMDb (الإنجليزية)
- روبن ويليامسون على موقع ميوزك برينز (الإنجليزية)
- روبن ويليامسون على موقع أول موفي (الإنجليزية)
- روبن ويليامسون على موقع أول ميوزيك (الإنجليزية)
- روبن ويليامسون على موقع ديسكوغز (الإنجليزية)
- روبن ويليامسون على موقع كينوبويسك (الروسية)